# Derek Woodman
Derek Woodman (* 18. August 1936 in Blackpool) ist ein ehemaliger britischer Motorradrennfahrer.
Woodman startete unter anderem in der Motorrad-Weltmeisterschaft und bei der Isle of Man TT. Sein größter Erfolg war der dritte Platz in der Klasse bis 125 cm³ in der Motorrad-WM-Saison 1965.

## Statistik in der Motorrad-Weltmeisterschaft
Angegeben sind nur Klassen- und Saisonergebnisse, bei denen Punkterfolge erzielt wurden.
| Saison | Klasse  | Motorrad  | Rennen | Siege | Podien | Punkte | Ergebnis |
| ------ | ------- | --------- | ------ | ----- | ------ | ------ | -------- |
| 1964   | 350 cm³ | A.J.S.    | 2      | –     | –      | 3      | 13.      |
| 1964   | 500 cm³ | Matchless | 3      | –     | –      | 6      | 13.      |
| 1965   | 125 cm³ | MZ        | 8      | –     | 5      | 28     | 3.       |
| 1965   | 250 cm³ | MZ        | 5      | –     | 2      | 15     | 5.       |
| 1965   | 350 cm³ | MZ        | 3      | –     | 2      | 14     | 5.       |
| 1966   | 250 cm³ | MZ        | 5      | –     | 1      | 18     | 4.       |
| 1967   | 250 cm³ | MZ        | 7      | –     | 1      | 18     | 5.       |
| 1967   | 350 cm³ | MZ        | 4      | –     | 3      | 14     | 5.       |
| 1968   | 350 cm³ | Aermacchi | 4      | –     | –      | 9      | 6.       |
| 1968   | 500 cm³ | Seeley    | 2      | –     | 2      | 8      | 7.       |
| 1969   | 250 cm³ | Seeley    | 1      | –     | –      | 8      | 33.      |
| Gesamt | Gesamt  | Gesamt    | 44     | 0     | 16     | 141    |          |